# Pyrgulopsis davisi
The Davis County springsnail, danh pháp hai phần: Pyrgulopsis davisi, là một loài ốc nước ngọt cỡ nhỏ có mang và nắp, là động vật thân mềm chân bụng sống dưới nước thuộc họ Hydrobiidae. Đây là loài đặc hữu của Hoa Kỳ.